# Municipio de Taylor (condado de Greene, Misuri)
El municipio de Taylor (en inglés: Taylor Township) es un municipio ubicado en el condado de Greene en el estado estadounidense de Misuri. En el año 2010 tenía una población de 2255 habitantes y una densidad poblacional de 29,42 personas por km².

## Geografía
El municipio de Taylor se encuentra ubicado en las coordenadas 37°12′11″N 93°7′3″O / 37.20306, -93.11750. Según la Oficina del Censo de los Estados Unidos, el municipio tiene una superficie total de 76.65 km², de la cual 76,42 km² corresponden a tierra firme y (0,29 %) 0,22 km² es agua.

## Demografía
Según el censo de 2010, había 2255 personas residiendo en el municipio de Taylor. La densidad de población era de 29,42 hab./km². De los 2255 habitantes, el municipio de Taylor estaba compuesto por el 97,03 % blancos, el 0,4 % eran afroamericanos, el 0,98 % eran amerindios, el 0,53 % eran asiáticos, el 0,58 % eran de otras razas y el 0,49 % eran de una mezcla de razas. Del total de la población el 1,2 % eran hispanos o latinos de cualquier raza.